# Tadeáš Kuběnka
Tadeáš Kuběnka (* 2. června 2003) je český influencer a makeup-artist.

## Život a kariéra
Tadeáš Kuběnka pochází z Havířova, k srpnu 2022 studoval grafický design. Zatímco svůj vzhled považuje za silně feminní, svou osobnost vnímá spíše jako maskulinní. Otevřeně se hlásí ke své homosexuální orientaci.
V roce 2021 účinkoval ve 2. řadě reality show Like House, kterou nakonec vyhrál. Roku 2023 se představil v zápasech Clash of the Stars 5: The Champ Is Here.
Kuběnka je aktivním tvůrcem na sociální síti Instagram, na které měl v červnu 2022 9 000, o půl roku později 60 000 a v říjnu 2023 přes 110 000 sledujících. Spolu s influencerkou Sugar Denny (Denisa Kouřílková) připravovali společný podcast Kontroverzní.
V lednu roku 2024 se zúčastnil kuchařské soutěže Prostřeno!.

## Kontroverze

### Údajný poměr se Sergeiem Barracudou
V roce 2023 zveřejnil informaci o svém vztahu s českým rapperem Sergeiem Barracudou, který tento vztah nepotvrdil, ani přímo nevyvrátil. Po zveřejnění informací o jejich intimním vztahu v médiích Tadeáš Kuběnka podle svých slov obdržel přes 4 000 výhružných zpráv.
Barracuda v reakci na toto prohlášení označil Kuběnku za „nulu“ a oznámil, že na Kuběnku podává žalobu. Redaktorka webu Refresher Tereza Patočková ve svém komentáři vyslovila názor, podle kterého nebylo možné ani jinou reakci od Barracudy očekávat, protože hiphopová kultura je ze své podstaty homofobní, což odůvodnila odkazy na konkrétní rapové texty a na knihu Hiding in Hip-Hop: On the Down Low in the Entertainment Industry bývalého manažera MTV Terrance Deana, podle které je v rámci hiphopové kultury nemožné být zcela autentickou osobností a neheterosexuální rappeři jsou vlastní komunitou nuceni svou skutečnou sexuální orientaci skrývat.

### Video o druhé světové válce
V březnu 2023 zveřejnila Sugar Denny na svém kanále na YouTube video, ve kterém spolu s Tadeášem Kuběnkou probírali řadu témat. Video vyvolalo velkou vlnu negativních ohlasů kvůli nepravdivým informacím o druhé světové válce, které zde oba influenceři prezentovali (konkrétně Kuběnka zde řekl, že druhá světová válka probíhala mezi lety 1938 a 1942). Podle bulvárního webu Expres.cz Sugar Denny a Tadeáš Kuběnka tímto způsobem zcela nevratně ovlivňují myšlení dětí, podle analytika společnosti EDUin Jana Zemana však může mít podobný obsah vliv pouze na děti, u kterých selhává vzdělávání ze strany jak rodiny, tak školy.